# 八幡村 (広島県双三郡)
八幡村（やわたむら）は、広島県双三郡にあった村。現在の三次市の一部にあたる。

## 地理
双三郡の東南端に位置し、東南は世羅大地（吉備高原）に接していた。

## 歴史
- 1889年（明治22年）4月1日、町村制の施行により、三谿郡丸田村、檜村、吉舎川之内村、辻村、雲通村、清綱村が合併して村制施行し、八幡村が発足[1][2]。旧村名を継承した 丸田、檜、吉舎川之内、辻、雲通、清綱の6大字を編成[1]。
- 1898年（明治31年）10月1日、郡の統合により双三郡に所属[1][2]。
- 1953年（昭和28年）2月1日、双三郡吉舎町と合併し、吉舎町が存続して廃止された[1][2]。

### 地名の由来
辻、清綱に八幡神社があり、特に辻の八幡神社は近世初期に三谿郡38か村の惣氏神であったことによる。

## 産業
- 農業、畜産、林業、養蚕[1]

## 名所・旧跡
- 辻八幡神社[1]

## 出身者
- 奥田元宋 - 画家